# Cees Nooteboom
Cees Nooteboom [pronúncia Kés Nótebom] (La Haia, 31 de juliol de 1933, nascut com a Cornelis Johannes Jacobus Maria Nooteboom) és un escriptor, poeta i cronista de viatge dels Països Baixos que escriu en neerlandès. És considerat com un dels millors cronistes de viatges del segle xx i un dels autors vius més importants d'Europa. El 2012 va ser candidat per al Premi Nobel de Literatura.
Passa llargues temporades a Menorca i ha dedicat el seu llibre Luvia roja a l'illa.

## Obres destacades
En català
- Desviació a Santiago (llibre de viatges)[7][3]
- Perdut el paradís (novel·la)[8]
- La història següent (novel·la)[9]

En castellà
- Lluvia roja[10]

En neerlandès
- De verliefde gevangene (1958), narrativa
- Koude gedichten (1959), poemes
- De zwanen van de Theems (1959)
- Gesloten gedichten (1964), poemes
- Een ochtend in Bahia (1968), ressenya de viatge
- Open als een schelp - dicht als een steen (1977) (Premi Jan Campert 1978)
- Nooit gebouwd Nederland (1980), assaig
- Mokusei! (1982), narrativa
- Gyges en Kandaules (1982)
- Waar je gevallen bent, blijf je (1983), autobiografia
- Vuurtijd-ijstijd. Gedichten 1955-1983 (1984), poemes

Una bibliografia completa es troba a la Biblioteca digital de la literatura neerlandesa

## Reconeixement
- Premi de les Lletres neerlandeses (2009)